# عرفان بيليتو
عرفان بيليتو (ولد في 18 يوليو 1984 في سراييفو) هو حكم كرة قدم بوسني محترف يتولى عمله بشكل رئيسي في الدوري البوسني الممتاز. وهو حكم في الفيفا منذ عام 2015، ويصنف كحكم من الفئة الأولى للاتحاد الأوروبي لكرة القدم.

## مسيرته التحكيمية
في عام 2013، بدأ بيليتو في الدوري البوسني الممتاز. وكانت مباراته الأولى كحكم في 27 يوليو 2013 بين رودار برييدور ورادنك بييلينا. في عام 2015، تم وضعه على قائمة حكام الفيفا. وقد تولى أول مباراة دولية للكبار في 8 يونيو 2019 بين بلجيكا و‌كازاخستان.

## وصلات خارجية
- الملف الشخصي في WorldFootball.net
- الملف الشخصي في EU-Football.info